# Thebes, Ai Cập
Thebes (tiếng Hy Lạp: Θῆβαι Thēbai; tiếng Ả Rập: طيبة) là một trong những thành phố quan trọng nhất của Ai Cập cổ đại; hai vương triều thứ 11 và thứ 18 đã dùng nó làm thủ đô. Thebes nằm bên bờ đông của sông Nil và cách Địa Trung Hải khoảng 800 km về phía Nam. Thành phố này không chỉ nổi tiếng vì các hoạt động văn hóa, hành chính... trong thời Ai Cập cổ đại và còn được Homer ca tụng trong tác phẩm Illiad của ông; ngày nay Thebes là một trung tâm khảo cổ cho Ai Cập học với những di tích nổi tiếng như Thung lũng các vị vua, đền Karnak, đền Luxor... cũng như các lăng mộ của các vị pharaông.
Thành phố cổ Thebes và các di tích khảo cổ tại đó đã được UNESCO công nhận là di sản thế giới vào năm 1979.

### Cổ vương quốc

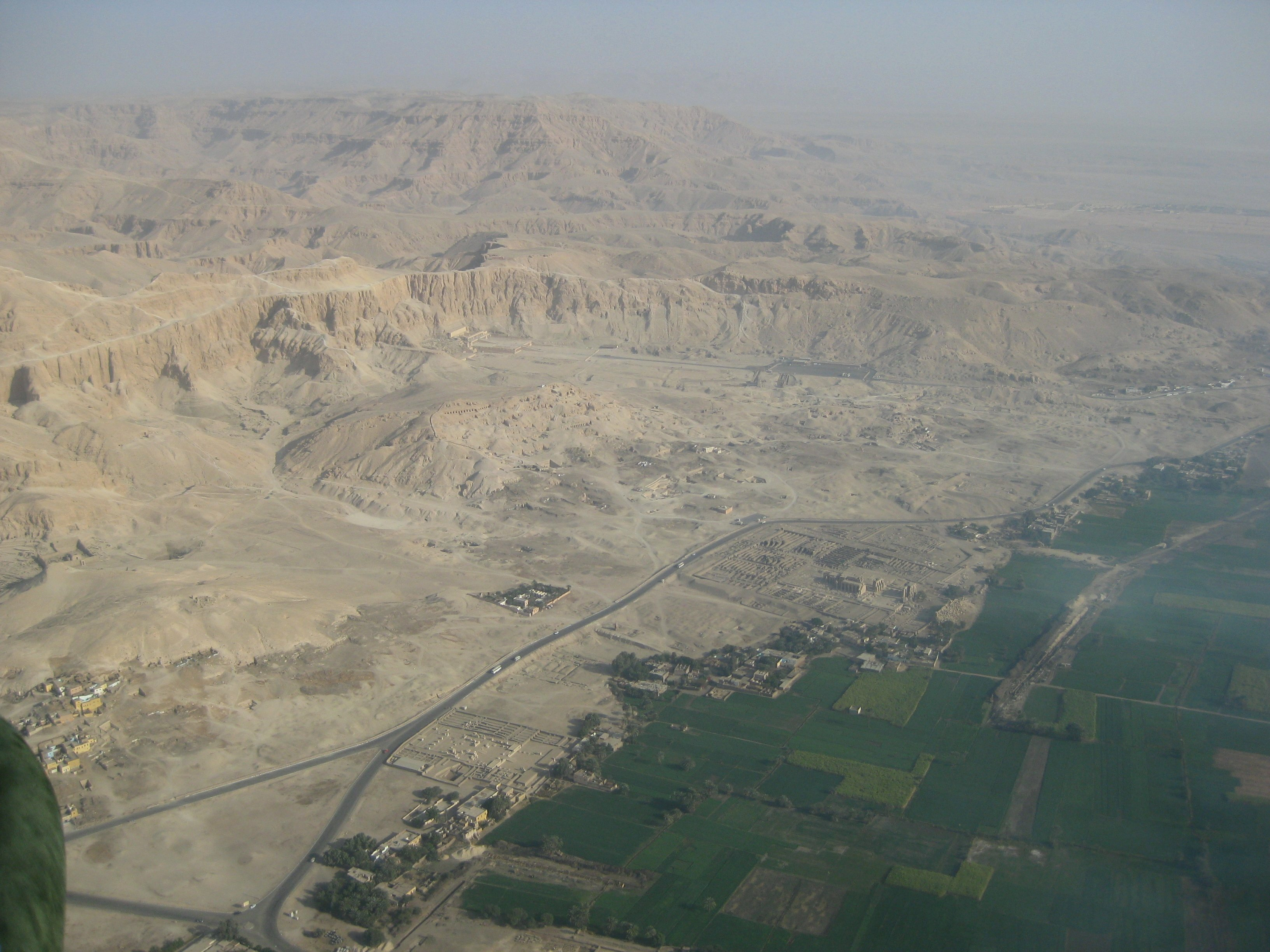
Khu nghĩa địa Thebes

### Thời kỳ Trung Vương quốc

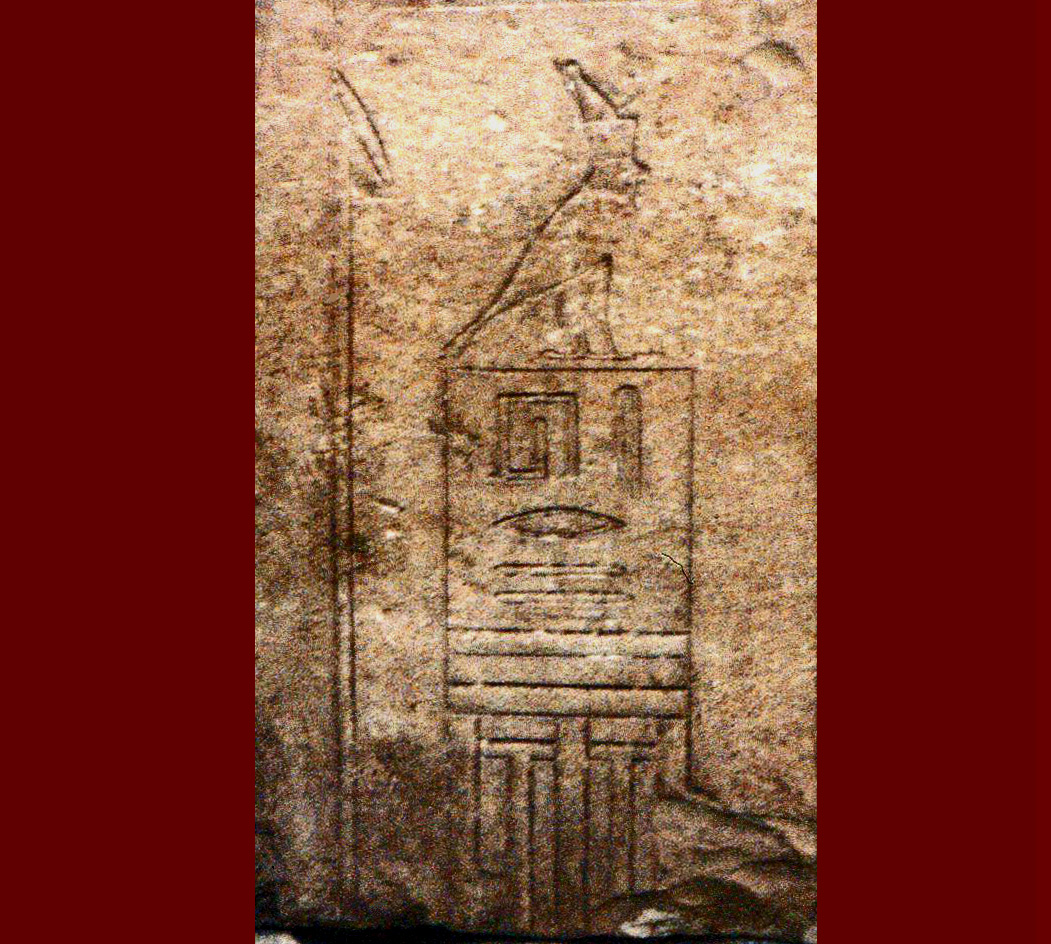
Serekh của Intef I

### Thời kỳ Chuyển tiếp Thứ Hai

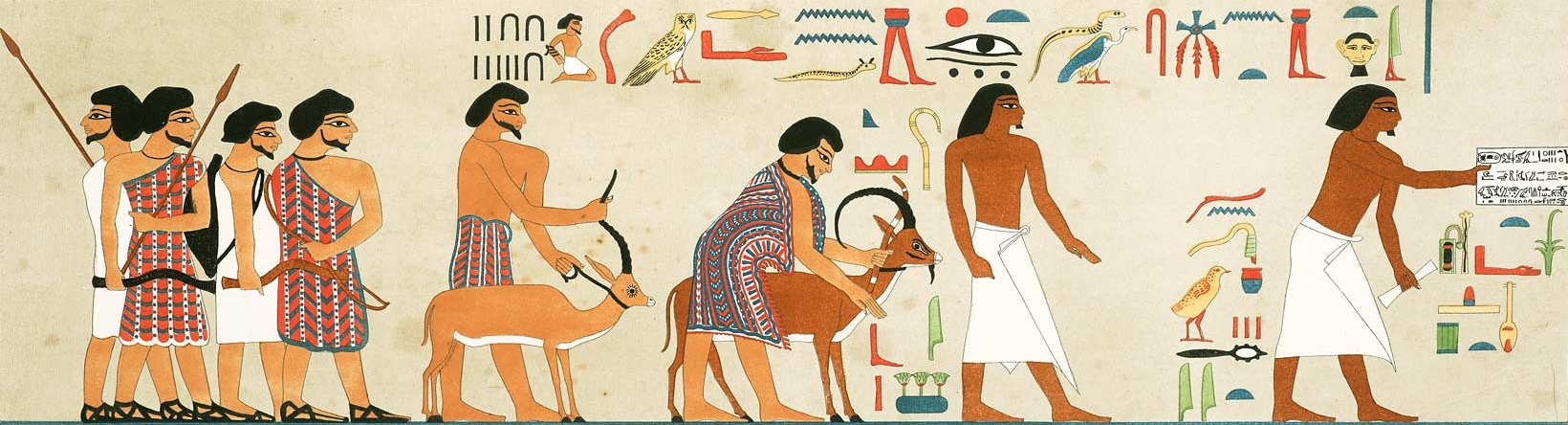
Miêu tả người Châu Á (trái) và người Ai Cập (phải). Thủ lĩnh của người châu Á được gán cho tên gọi như là "Vua của vùng đất ngoại quốc", Ibsha.

## Thư viện ảnh về Thebes

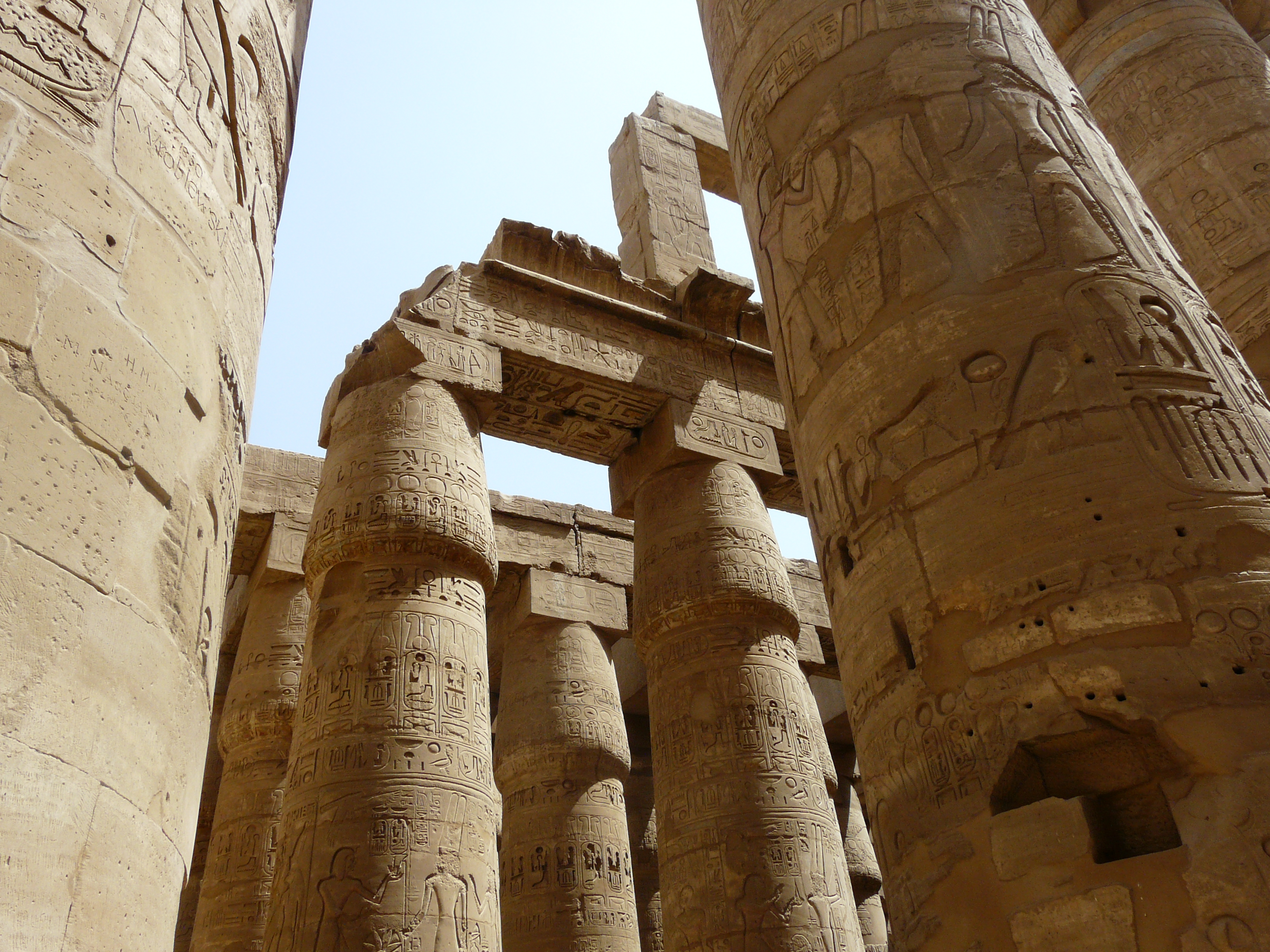
Sảnh Lớn trong đền Karnak
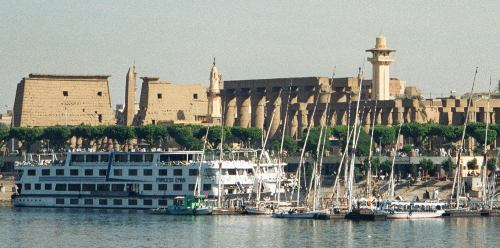
Đền Luxor nhìn từ cảng
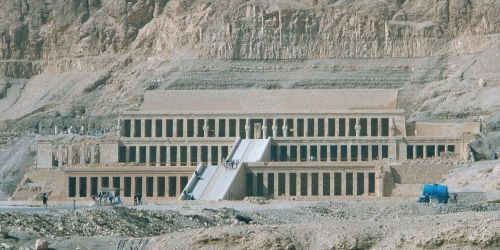
Djeser-Djeseru, Đền của nữ hoàng Hatshepsut
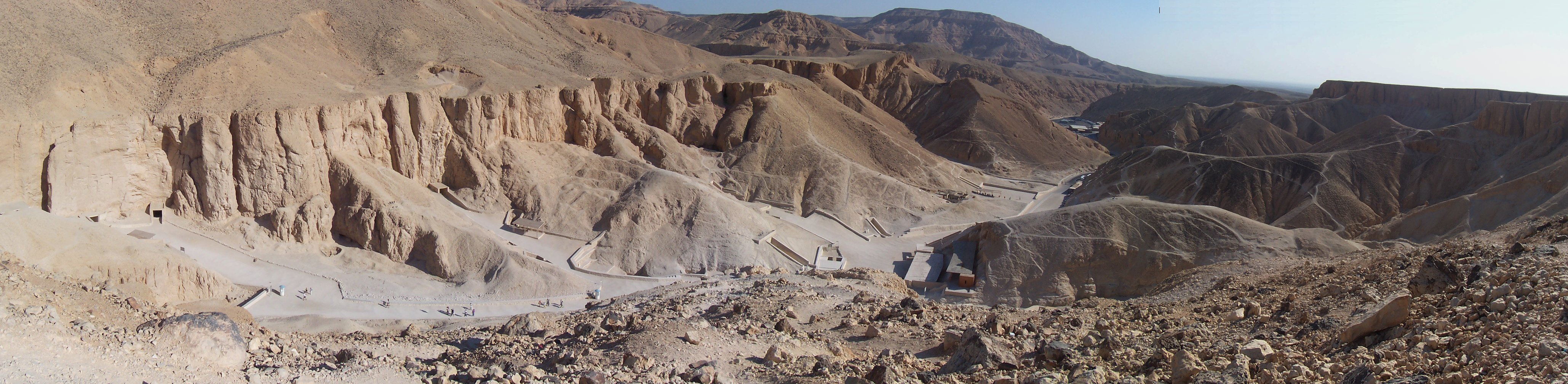
Thung lũng của các vị vua
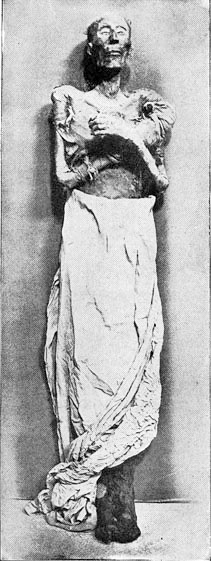
Xác ướp của Ramesses II lấy từ ngôi mộ KV7
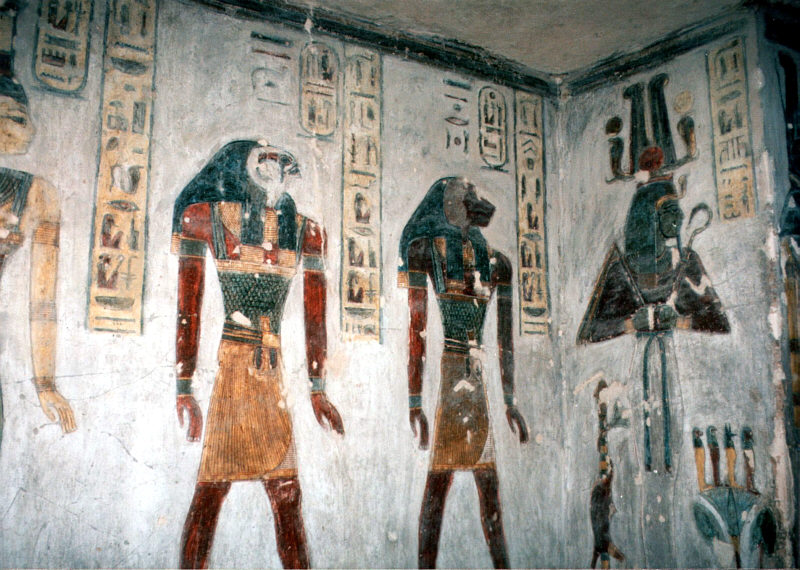
Tranh tường mộ KV11 của Ramesses III
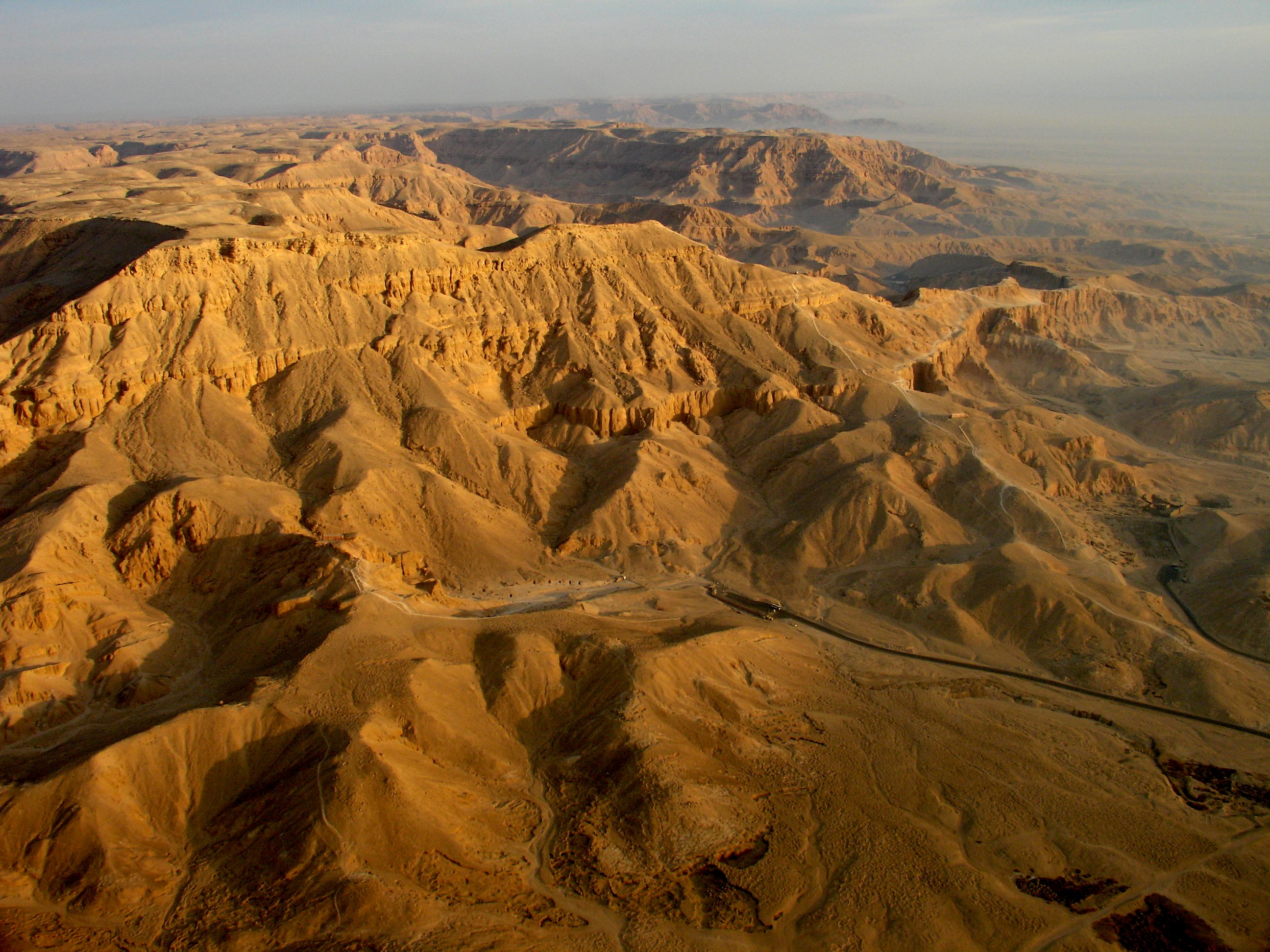
Thung lũng của các nữ hoàng nhìn từ trên cao
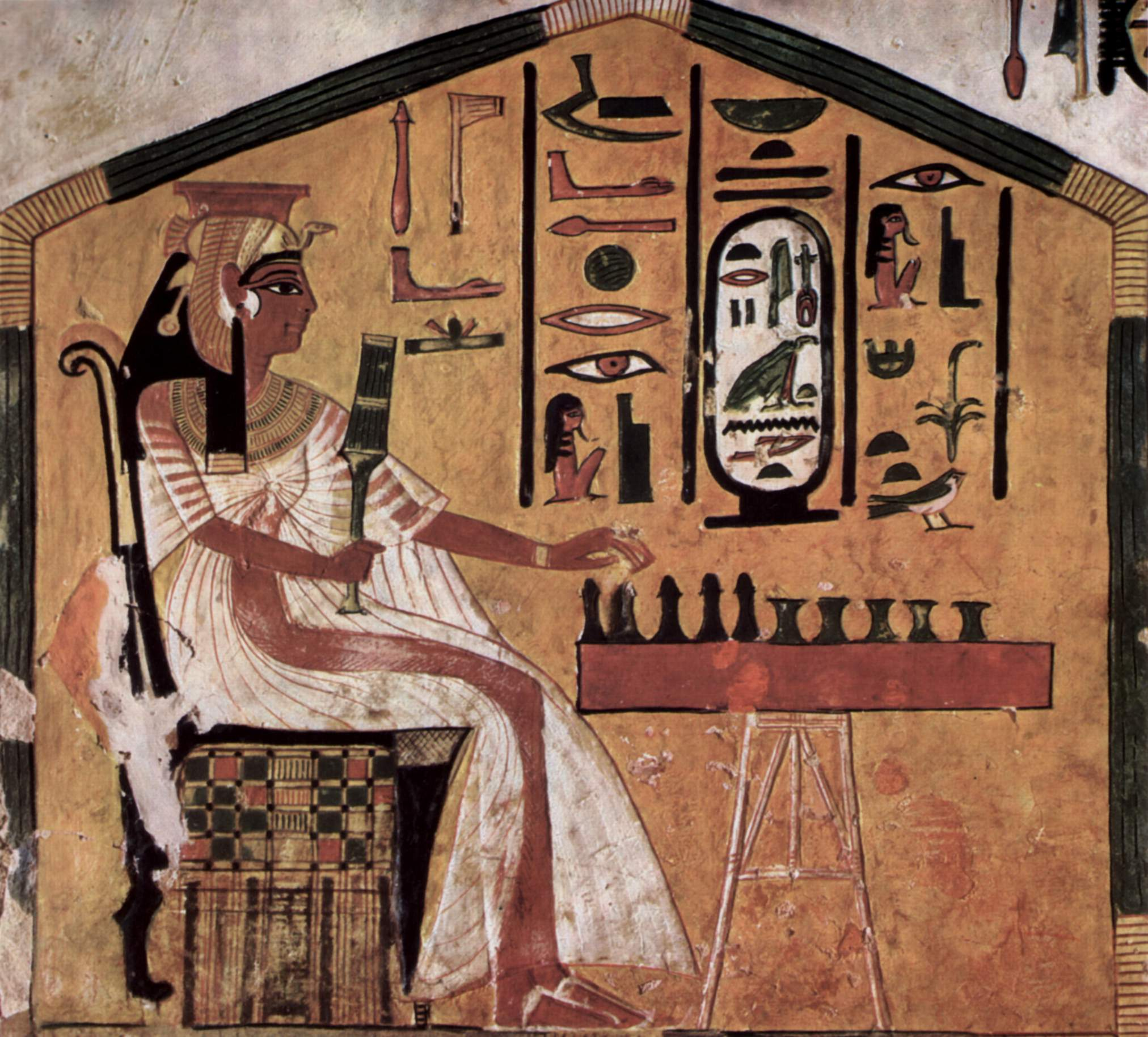
Tranh tường mộ QV66 của Nefertari
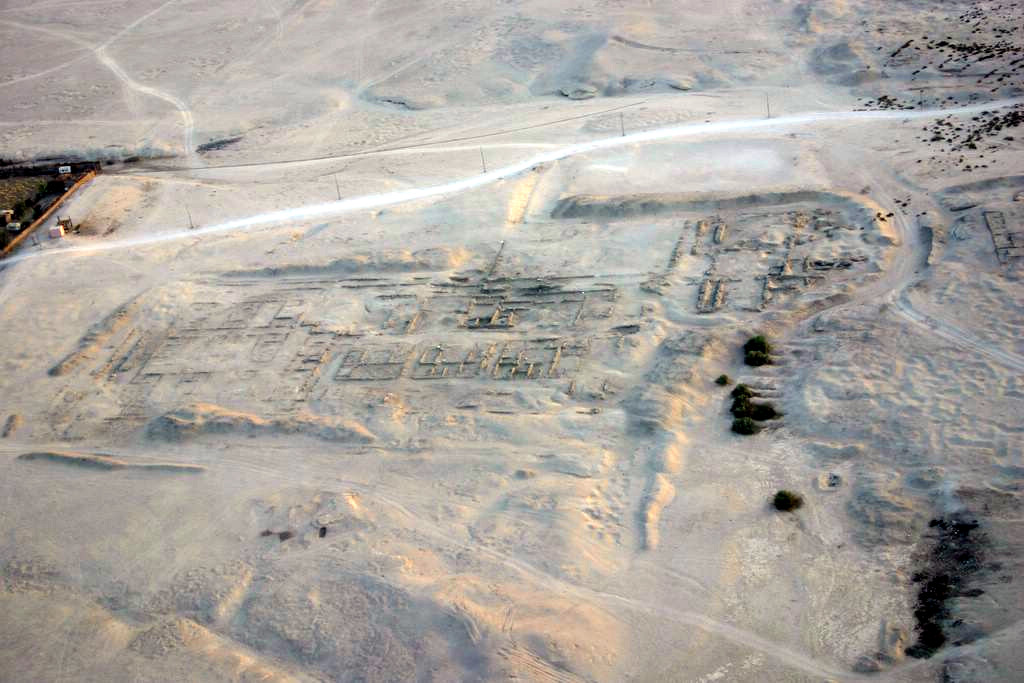
Cung điện của Amenhotep III nhìn từ trên cao
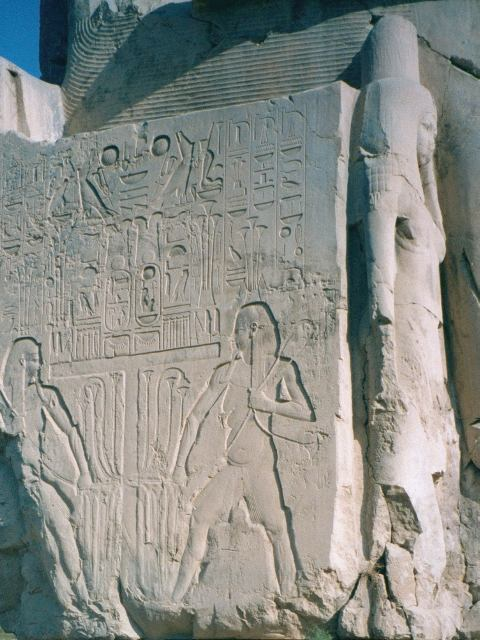
Bệ của một trong hai bức tượng Memnon
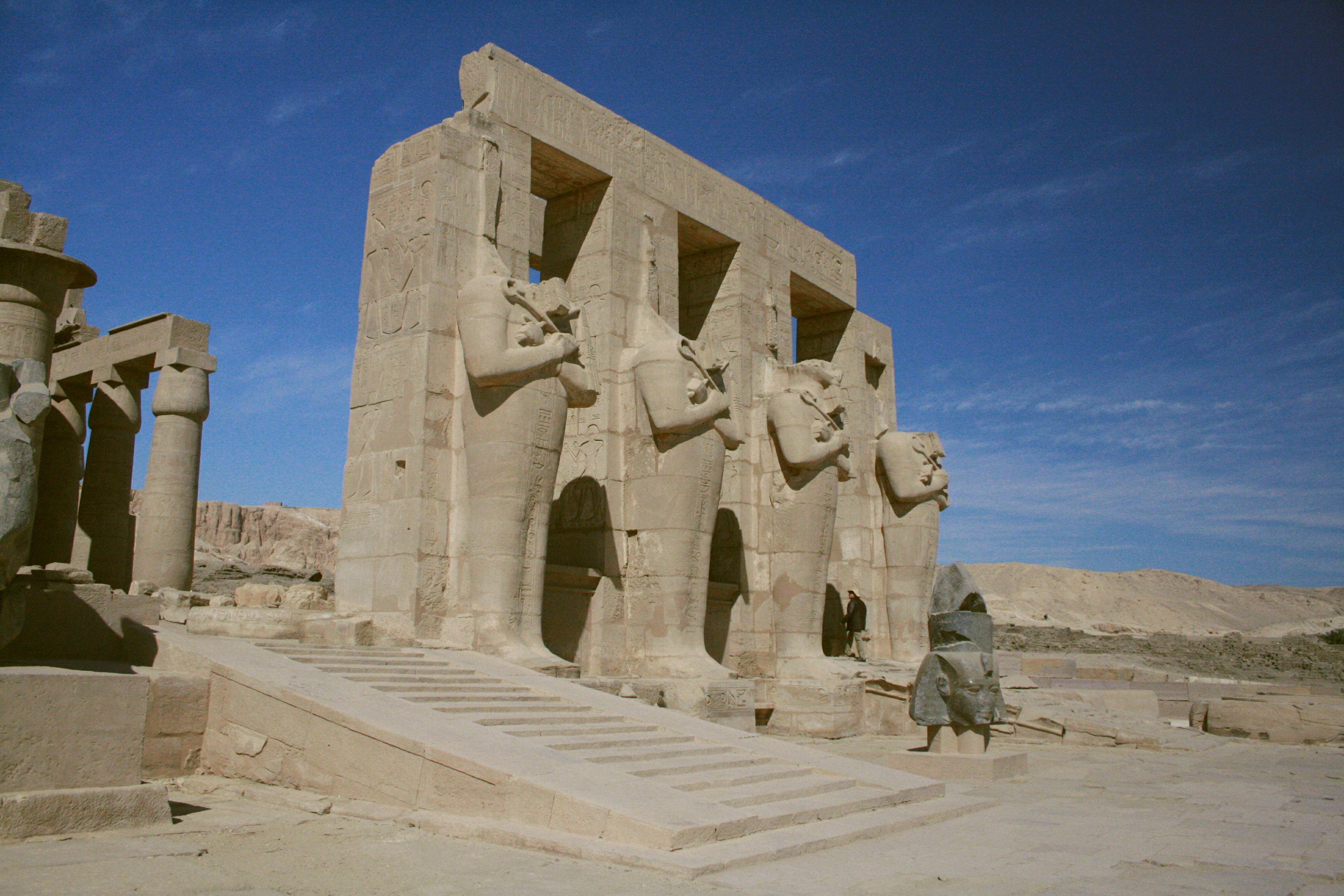
Những bức tượng thần Osiris
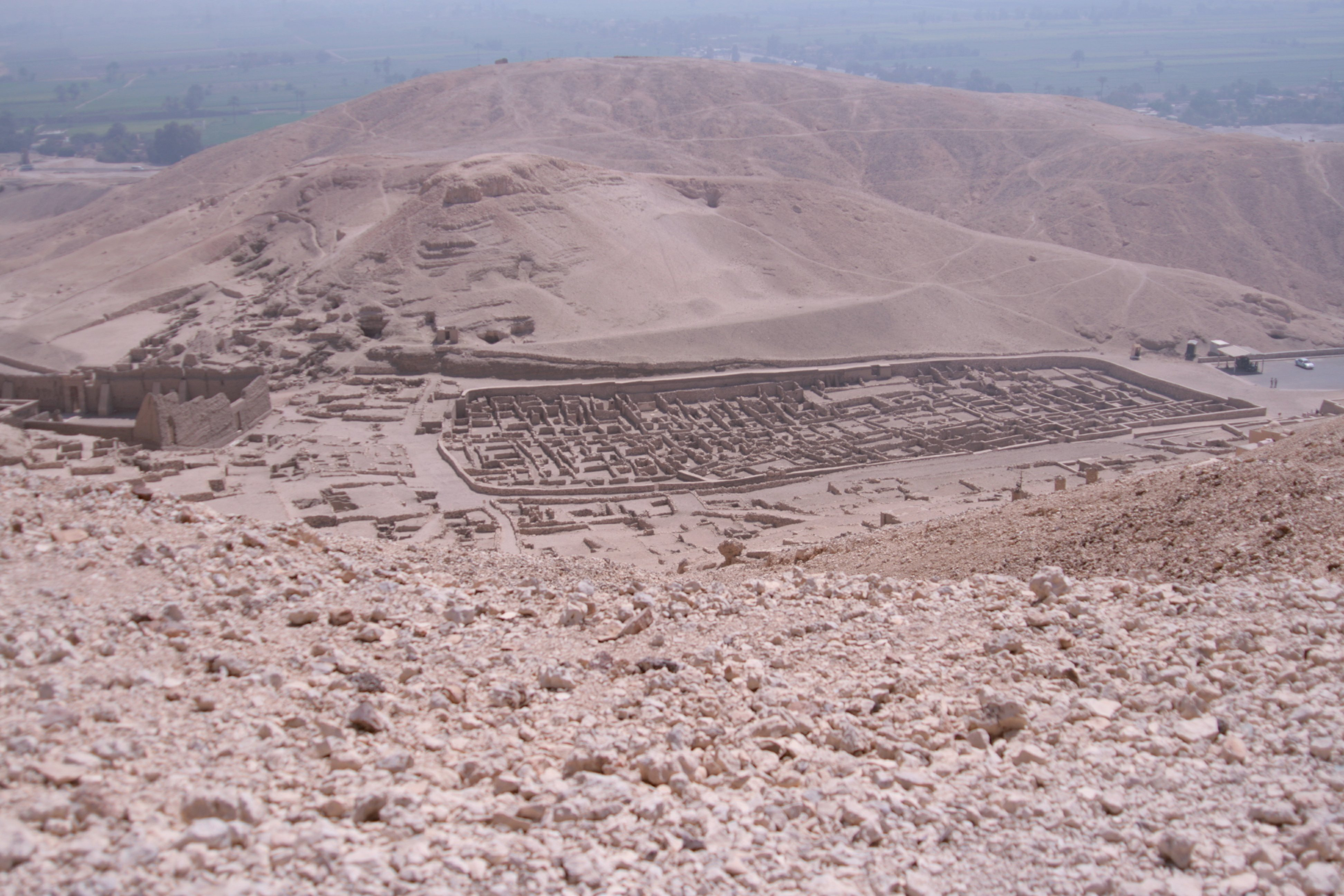
Tàn tích Deir el-Medina
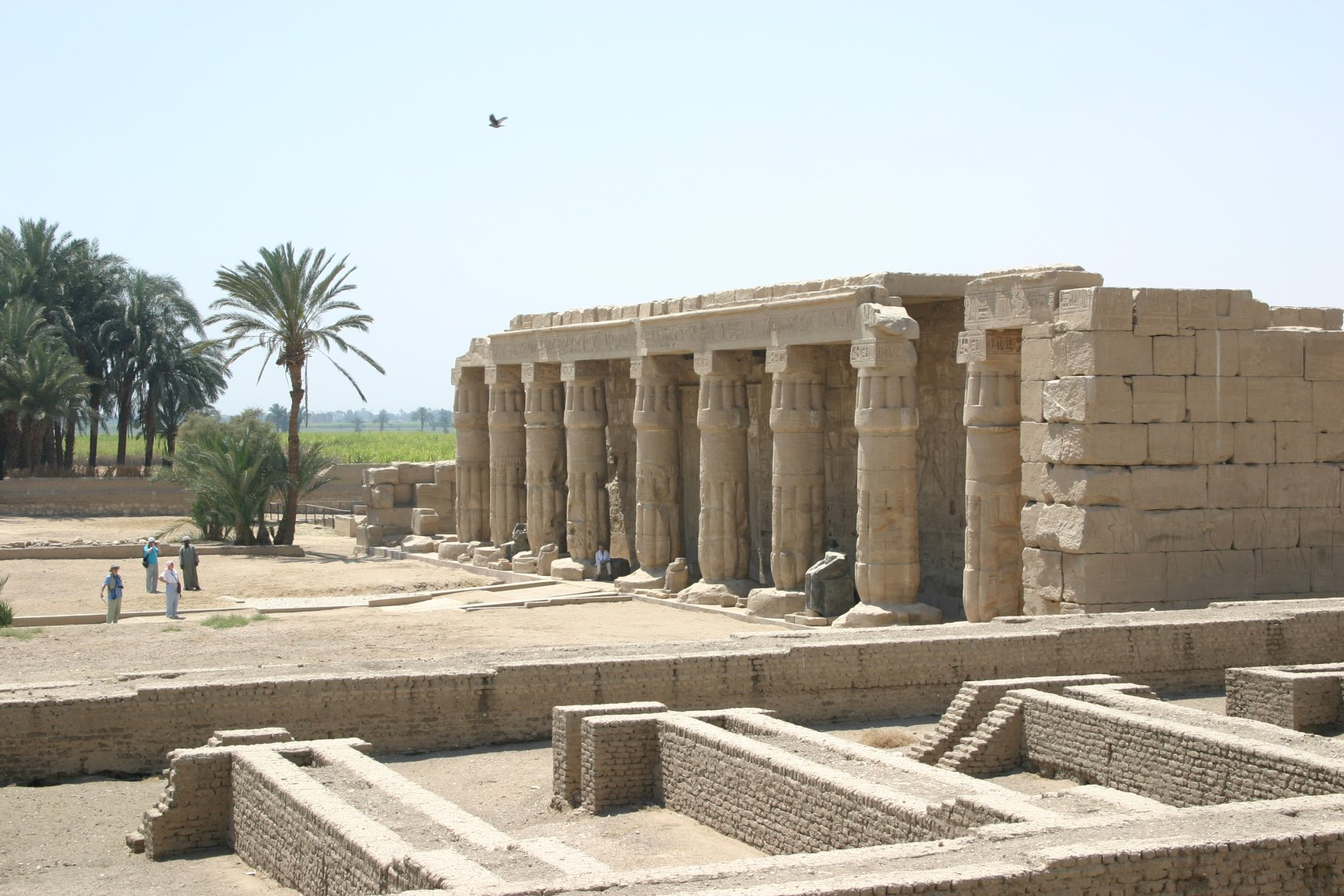
Đền thờ của vua Seti I